# Tema da Bulgária

Tema da Bulgária em 1045

O Tema da Bulgária foi um tema (província civil-militar) bizantino fundado pelo imperador Basílio II Bulgaróctono ("assassino de búlgaros") após sua vitória sobre Samuel da Bulgária (r. 997–1014) e a queda do Primeiro Império Búlgaro em 1018. Ele era baseado nas regiões de Escópia e Ócrida. Sua capital era Escópia e ele era governado por um estratego. Duas revoltas importantes contra o Império Bizantino ocorreram na região, a Revolta de Pedro Deliano (1040-1041) e a Revolta de Jorge, o Boitaco (1072). 
Cento e cinquenta anos depois, o Império Búlgaro foi restaurado na sequência da Revolta de Pedro e Asen em 1185 e o Tema da Bulgária deixou de existir.